# اوفک-۵
اوفک-۵ (در عبری: אופק ۵ - معنای فارسی: افق-۵) نام پنجمین نسل از ماهواره‌های اطلاعاتی نیروهای دفاعی اسرائیل به نام اوفک است که توسط سازمان تحقیقات فضائی اسرائیل در ۲۰۰۲ با موفقیت به فضا پرتاب شد.